# Newton (efternamn)
Newton är ett engelskt efternamn som är mest känt genom vetenskapsmannen Isaac Newton, skapare av den newtonska mekaniken samt samtidigt med Leibniz av differentialkalkylen. Namnet bärs av en skotsk klan och är darmed ett traditionellt skotskt efternamn men förekommer också utan skotsk anknytning.

## Personer med efternamnet Newton
- Alan Newton (cyklist) (född 1931), brittisk tävlingscyklist
- Becki Newton (född 1978), amerikansk skådespelare
- Benjamin Newton (1807–1899), engelsk religiös ledare
- Cam Newton (född 1989), amerikansk spelare av amerikansk fotboll
- Charles Thomas Newton (1816–1894), brittisk arkeolog
- Chris Newton (född 1973), brittisk tävlingscyklist
- Clarence Newton (1899–1979), kanadensisk boxare
- Helmut Newton (1920–2004), tysk-australisk fotograf
- Hubert Anson Newton (1830–1896), amerikansk astronom
- Huey P. Newton (1942–1989), amerikansk grundare och ledare av Svarta pantrarna
- Isaac Newton (1643–1727), engelsk matematiker och naturvetenskapsman
- James Newton Howard (född 1951), amerikansk filmmusikkompositör
- John Newton (1725–1807), brittisk sjökapten, präst och sångförfattare
- Juice Newton (född 1952), amerikansk pop- och countrysångerska
- June Newton (1923–2021), även känd som June Browne, australisk fotograf och skådespelare
- Kathryn Newton  (född 1997), amerikansk skådespelare
- Lee-Roy Newton (född 1978), sydafrikansk löpare
- Mika Newton (född 1986), ukrainsk sångerska
- Olivia Newton Bundy (född 1968), amerikansk manlig musiker (artistnamn)
- Olivia Newton-John (1948–2022), brittisk-australisk sångerska och skådespelare
- Paul Newton (född 1945), brittisk basist
- Robert Newton (1905–1956), brittisk skådespelare
- Robert Newton Peck (1928–2020), amerikansk författare
- Thandie Newton (född 1972), brittisk skådespelare
- Wayne Newton (född 1942), amerikansk sångare och underhållare